# Distretto di Uälihanov
Il distretto di Uälihanov (in kazako: Уәлиханов ауданы) è un distretto (audan) del Kazakistan con  capoluogo Kíškeneköl.